# Paulo Lima (Fußballspieler, 1992)
Paulo Lima, vollständiger Name Paulo Fabián Lima Simoes, (* 20. Januar 1992 in Montevideo) ist ein uruguayischer Fußballspieler.

## Karriere
Der 1,82 Meter große Defensivakteur Lima bestritt in der Spielzeit 2013/14 sieben Spiele für Huracán del Paso in der Segunda División. Ein Tor erzielte er nicht. Zur Apertura 2014 schloss er sich den Montevideo Wanderers an. In der Saison 2014/15 wurde er 13-mal (kein Tor) in der Primera División und siebenmal (kein Tor) in der Copa Libertadores 2015 eingesetzt. Es folgten in der Spielzeit 2015/16 elf Erstligaeinsätze (kein Tor). In der zweiten Julihälfte 2016 wurde er an CA Tigre ausgeliehen. Bei den Argentiniern lief er in 19 Ligapartien (kein Tor) auf. Im Juli 2017 kehrte er zu den Montevideo Wanderers zurück.